# شهرستان نمین
شهرستان نمین یکی از شهرستان‌های بسیار زیبای استان اردبیل ایران است و مرکز آن شهر نمین است. وسعت این شهرستان ۱۱۰۰ کیلومتر مربع است.

## تقسیمات کشوری
این شهرستان از ۵ شهر و ۳ بخش و ۷ دهستان تشکیل شده‌است.
- بخش مرکزی شهرستان نمین
  - دهستان دولت‌آباد
  - دهستان گرده
  - دهستان ویلکیج شمالی

شهرها: نمین، ننه کران، گرده،
- بخش ویلکیج
  - دهستان ویلکیج جنوبی
  - دهستان ویلکیج مرکزی

شهر: آبی بیگلو ، نیارق، حور (نمین)،
- بخش عنبران
  - دهستان عنبران
  - دهستان میناباد

شهر: عنبران

## آثار تاریخی و جاذبه‌های گردشگری
- عمارت صارم السلطنه نمین موزه مردم‌شناسی و اشیا عتیقه و قدیمی
- جاده کوهستانی و جنگلی حیران به طول ۳۵ کیلومتر
- منطقه سرسبز و جنگلی شاله دره یا شغاله دره با آثار برجای مانده از شنیدان قلعه سی از خروجی تونل تا منطقه میناباد
- آرامگاه باباروشن در ۶ کیلومتری شرق نمین و ۲ کیلومتری روستای خشه با دره‌ای سرسبز و جنگلی، چشمه آب معدنی و درخت بلوط کهنسال
- مساکن اولیه انسان‌ها به نام دلمن در یک کیلومتری شمال نمین حدفاصل روستاهای میناباد و میرزانق و همچنین منطقه قرمزلیق و چوپان یوردی تپه‌ای مشرف به خانقاه علیا خانقاه سفلی
- مقبره شیخ بدرالدین در شهر نمین
- پیکره سنگی بابا داوود عنبران یا ده ده قورخو بالاتر از روستای عنبران
- جنگل و منطقه گردشگری فندقلو درکنار روستای خانقاه سفلی و در حدود ۲۵ کیلومتری شمال اردبیل و ۶ کیلومتری نمین بااماکن تفریحی، استراحتی و پذیرائی و مناظر طبیعی جنگلی و مرتعی با پوشش گیاهی بیش از ۹۲ گونه
- مقبره پیرلنگ در ننه کران
- آبهای معدنی قره چناق در روستای قره چناق، (قاراچاناق) مشه سوئی بعد از عبور از روستای گللو و گذشتن از قوشادگرمان به مشه سوئی می‌رسد، گرده سوئی نزدیک روستای گرده در غرب نمین
- عنبران با آب و هوای خوب و طبیعت سرسبز و زیبا و مردمانی شافعی مذهب سنی و زبان تالشی که محل تولید و بافت عمده بهترین نوع گلیم می‌باشد.
- تپه‌های باستانی مربوط به هزاره‌های قبل از میلاد در روستای خانقاه علیا  و خانقاه سفلی نمین  و روستاهای حومه

طبق شواهد موجود در کتب تاریخی و آثاری باستانی که در این ناحیه کشف شده‌است، سابقه تمدن در این ناحیه به هزاران سال پیش می‌رسد.
- دریاچه سوها، یکی از مقاصد بکر و کمتر شناخته‌شده شهرستان نمین است که مناظر خیره‌کننده و طبیعت سرسبزی را در اطراف خود دارد. این دریاچه حیرت‌انگیز یکی از منزلگاه‌های محبوب طبیعت‌گردان اردبیل نیز محسوب می‌شود.

- روستای سوها در در دهستان «ویلکیج» با ۳۵۰ خانوار، روستایی خوش‌آب‌وهوا در مجاورت جنگل‌های فندق‌لو است. نام این روستا به‌معنی «آب‌ها» است و وجه تسمیه آن را می‌توان دریاچه پرشکوه و چشمه‌سارهای منطقه دانست‌

## نام‌شناسی
در خصوص نامگذاری این شهر چنین گفته می‌شود که این شهر در قدیم پوشیده از جنگل و درخت بوده و به دلیل فاصله اندک آن از دریای خزر هوایی مرطوب و پر باران داشته‌است و بر همین اساس آن را نمین یعنی نمناک نامگذاری کرده‌اند.
اشیایی که از اطراف موزهٔ نمین پیدا شده قدمتی بالغ بر ۵۰۰۰ سال دارند.

## اقتصاد و صنایع
- صنایع دستی مانند گلیم از تولیدات شهرستان نمین دارای شهرت جهانی است.
- بیش از ۶۷هزار هکتار سطح زیر کشت
- ۴۰ واحد دامداری صنعتی (پرورش بیش از ۱۷۰ هزار رأس گوسفند و بره، بز و بزغاله، تعداد ۴۶ هزار رأس گاو و گاومیش)
- ۵۹ واحد پرورش مرغداری‌های صنعتی (تولید بیش از ۳/۱ تولیدات مرغ (گوشت سفید) استان اردبیل)
- ۷۰ واحد کارخانجات و کارگاه‌های تولیدی صنعتی و معدنی فعال، ناحیه صنعتی نوجه‌ده و شهرک صنعتی.
- کارخانه‌های بزرگ سیمان –تولید لوله‌های پلی‌اتیلن و پروپلین-تصفیه روغن موتور-بتن آماده-آرتاسویول لوله‌های بزرگ فاضلاب‌پرکنی و بسته‌بندی و انجماد مرغ--بلوک‌زنی و تیرچه بلوک
- صنایع بزرگ:-آرتاپلاست، آرتاموکت، پتروشیمی آرتا انرژی، تولید پلاستیک چندلایه-آرتاذوب، آرتا پان، قطعات خودرو، آجر ماشینی کیان‌بهساز.[۵]

## مردم‌شناسی
مردم شهرستان  نمین اکثرا آذربایجانی هستند و به زبان ترکی آذربایجانی صحبت می‌کنند، همچنین در بخشهایی از شهرستان نمین مردم تالش نیز ساکن هستند و به زبان تالشی صحبت می‌کنند. بیشتر مناطق تالش‌نشین این شهرستان در نواحی جنوبی و شرقی این شهرستان (نزدیک مرزهای استان گیلان و لنکران) واقع شده است. کل جمعیت شهرستان نمین بر پایهٔ سرشماری سال ۱۳۹۵ هجری خورشیدی ۶۰٬۶۵۹ نفر بوده است.

## کتابخانه‌های عمومی
یکی از قدیمی‌ترین کتابخانه‌های استان اردبیل بعد از کتابخانه عاشوری زاده خلخال (تأسیس ۱۳۴۴) و کتابخانه شیخ صفی الدین اردبیلی (تأسیس ۱۳۴۶)، کتابخانه عمومی فرهنگ نمین می‌باشد که در سال ۱۳۴۹ تأسیس شده‌است.
- طبق آمار۱۳۹۷، در شهرستان نمین، ۶ کتابخانه عمومی قرار دارد که ۲ کتابخانه عمومی (فرهنگ نمین و حبیب اله امامی) و ۱ کتابخانه مشارکتی (صادق نمین) در شهر نمین واقع شده‌اند و ۱ کتابخانه (وحدت عنبران) در شهر عنبران قرار دارد.[نیازمند منبع]